# OrCAD
OrCAD — пакет компьютерных программ, предназначенный для автоматизации проектирования электроники. Используется в основном для создания электронных версий печатных плат для производства печатных плат, а также для производства электронных схем и их моделирования.
Название OrCAD произведено от слов Oregon и CAD.
Продукты серии OrCAD принадлежат компании Cadence Design Systems.
Последняя версия OrCAD имеет возможность по созданию и поддержке базы данных доступных интегральных схем. База данных может быть обновлена путём скачивания пакетов производителей компонентов, таких как Texas Instruments.
В составе пакета следующие модули:
- Capture — редактор принципиальных схем,
- Capture CIS Option — менеджер библиотек Active Parts,
- PSpice Analog Digital — пакет аналого-цифрового моделирования,
- PSpice Advanced Analysis — пакет параметрической оптимизации,
- PSpice SLPS option — интерфейс связи с пакетом Matlab,
- PCB Designer — редактор топологий печатных плат,
- SPECCTRA for OrCAD — программа автоматической и интерактивной трассировки,
- Signal Explorer — модуль анализа целостности сигналов и перекрестных искажений.

## Продукты пакета OrCAD
- Capture
- Capture CIS
- PSpice A/D
- PSpice AA
- PSpice SLPS Option
- SPECCTRA
- PCB Editor
- Signal Explorer